# حوزه انتخابیه چهارم نوادا
حوزه انتخابیه چهارم نوادا یک حوزه انتخابیه مجلس نمایندگان آمریکا است که در ایالت نوادا قرار دارد.